# Ophiodromus latifrons
Ophiodromus latifrons är en ringmaskart som först beskrevs av Grube 1878.  Ophiodromus latifrons ingår i släktet Ophiodromus och familjen Hesionidae. Inga underarter finns listade i Catalogue of Life.